# Station Saint-Gobert-Rougeries
Station Saint-Gobert - Rougeries is een voormalig treinstationgelegen op het grondgebied van de gemeente Saint-Gobert, op 800 mètres van Rougeries, in het departement Aisne, in de regio Hauts-de-France. Het station ligt opkilometerpunt 171,961 van de lijn van La Plaine naar Hirson en Anor (grens), tussen de in gebruik zijnde stations van Marle-sur-Serre (en het buiten gebruik station Lugny) en Vervins in de andere richting.
Het station is op 30 oktober 1869 in gebruik genomen door de Compagnie des chemins de fer du Nord, bij de opening van het traject van Laon naar Vervins. Het station is gesloten, het reizigersgebouw staat er nog, maar het is vervallen en staat leeg.

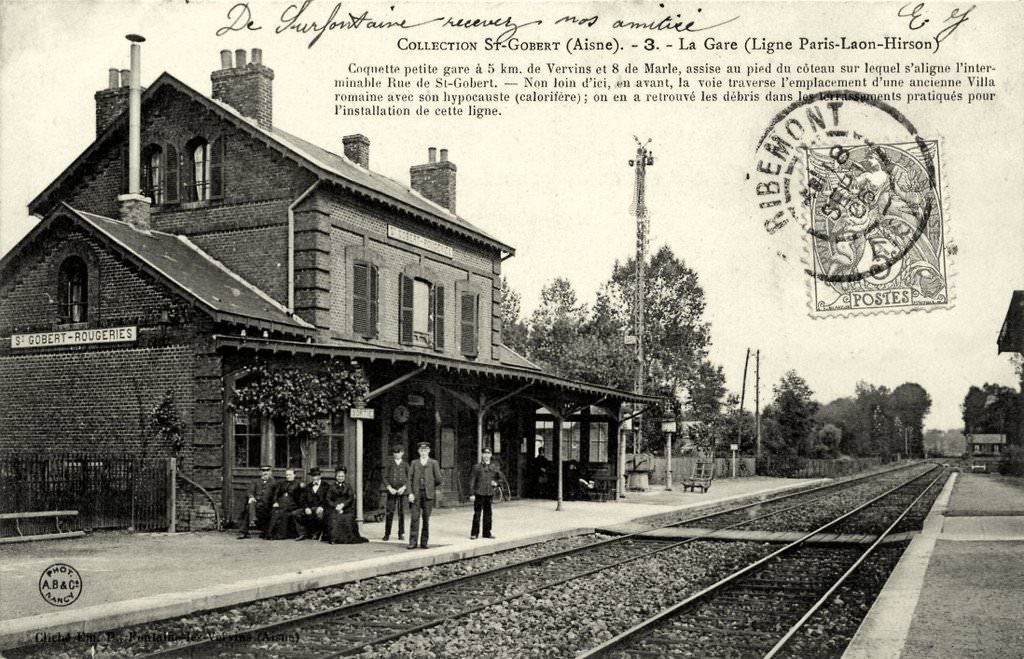
Het station in 1906